# Национальное собрание (1848—1849)
Национальное собрание (1848—1849) (фр. Assemblee Nationale) — собрание народных представителей, созванных под давлением революционного движения и занимавшихся учредительной деятельностью (выработкой конституции) во Франции в 1848—49 годах, в период Второй французской республики.

## История
После февральской революции во Франции также было созвано Национальное учредительное собрание (Assemblée nationale constituante). Оно открыло свои заседания 4 мая 1848 г., в Париже, в составе 900 человек. Председателями его были последовательно Бюшез (по 15 июня), Сенар (по 19 июля), Мари (по август) и Арман Марра.

### Республика
Национальное собрание признало республиканскую форму правления и вместо временного правительства, сложившего с себя власть, 10 мая выбрало «исполнительную комиссию» из пяти членов (Араго, Гарнье-Пажес, Ламартин, Ледрю-Роллен, Мари). 

### Восстание и диктатура
Когда собрание отвергло проект учреждения министерства прогресса и труда и возбудило вопрос о закрытии национальных мастерских, ему стала грозить опасность насильственного прекращения деятельности. За нападением на собрание 15 мая последовало так называемое июньское восстание; уличная борьба продолжалась несколько дней и привела к диктатуре генерала Кавеньяка. Собранием был принят целый ряд чрезвычайных мер:
- высылка рабочих не парижан в департаменты,
- осадное положение в Париже,
- закрытие некоторых клубов и газет,
- установление залогов для периодической печати,
- ограничение сходок и ассоциаций и т. д.

### Новая конституция
Главным делом собрания была выработка новой конституции. Уже в половине мая оно назначило для этого комиссию из 18 членов, в которую вошли представители разных взглядов. 5 сентября Национальное собрание начало обсуждение проекта конституции и окончило его к 4 ноября. Новая конституция была принята 739 голосами против 30. Право на труд, вопрос о котором вызвал столько волнений, не было признано Национальным собранием (против него говорили Токвиль, Дювержье де Горанн, Тьер и др.). 

### Финансы
Много внимания было посвящено и финансовым вопросам, так как положение французских финансов в это время было очень печально. Последние месяцы Национальное собрание находилось в явном разладе с новым правительством — с президентом Луи-Наполеоном (выбранным вопреки желанию собрания, склонявшегося скорее на сторону Кавеньяка) и с его министрами, желавшими скорейшего роспуска собрания. Одной из причин этого несогласия были финансовые вопросы: Национальное собрание сделало значительные экономии в бюджете на 1849 г., против чего правительство восставало. 

### Итог
14 февраля 1849 г. Национальное собрание постановило, чтобы в течение 3 месяцев были произведены выборы в законодательное собрание, и 26 мая 1849 г. оно разошлось.